# Ligue de la côte du Pacifique
La Ligue de la côte du Pacifique (anglais : Pacific Coast League ou PCL) est une ligue mineure de baseball composée d'équipes situées à l'ouest des États-Unis. Comme la Ligue internationale, elle est classée au niveau Triple-A, soit un niveau en dessous de la Ligue majeure de baseball. Chaque équipe est affiliée avec une franchise de Ligue majeure, permettant le développement de joueurs avant leur arrivée au plus haut niveau.

## Histoire
La ligue est créée en 1903 alors qu'aucune franchise MLB n'évoluent à l'ouest de Saint-Louis. La PCL compte alors six franchises à Los Angeles (Angels), Oakland (Oaks), Portland (Beavers), Sacramento (Senators), San Francisco (Seals) et Seattle (Rainiers). L'ouverture a lieu le 26 mars 1903.
L'objectif initial des dirigeants de la PCL est de sétendre au Nord. Déjà, les franchises situées à Portland et Seattle posent problèmes car elles sont clairement dans le territoire attribué à la Pacific Northwest League par la National Association of Professional Baseball. La PCL ne rejoint pas la National Association et hérite du surnom d'outlaw (hors la loi). En réaction, la Pacific Northwest League implantent des franchises au nord de la Californie. Un accord est trouvé en 1904, mais la PCL poursuit sa politique d'expansion vers le Nord en déménageant la franchise de Sacramento à Tacoma. Cette expérience ne dure qu'une saison en raison des affluences décevantes. En fait, l'ensemble des franchises est touché par une baisse des affluences en 1904 et 1905. Le tremblement de terre du 18 avril 1906 porte un sévère coup à la jeune ligue, mais même privé de stade, les Seals de San Francisco reprennent le jeu le 23 mai, jouant leurs rencontres à domicile à Oakland, moins sévèrement touché que San Francisco.
Pendant la première moitié du XXe siècle, la PCL s'impose de fait comme la meilleure organisation de baseball de l'ouest des États-Unis. Parmi les autres grandes franchises de cette période, citons les Stars d'Hollywood (1926-1957) et les Padres de San Diego (1936-1968).
De 1952 à 1958, la PCL évolue avec un statut « open », c'est-à-dire supérieur au niveau triple A, limitant ainsi le recrutement des joueurs en pleine saison par les franchises des ligues majeures. En 1958, la PCL est concurrencée sur ses terres à la suite du transfert des Dodgers de Brooklyn à Los Angeles et des Giants de New York à San Francisco. Les trois équipes vedettes de la ligue (les Angels de Los Angeles, les Stars d'Hollywood et les Seals de San Francisco) sont contraintes de déménager vers des villes de moindre importance. L'âge d'or de la PCL était du domaine du passé.
En 1997, la PCL absorbe quelques formations de l'American Association qui opérait également au niveau Triple-A dans le Midwest.
Quelques équipes canadiennes évoluèrent en PCL : les Mounties de Vancouver (1956-1969), les Trappers d'Edmonton (1981-2004), les Canadiens de Vancouver (1978-1999) et les Cannons de Calgary (1985-2002).
En 2008, les 1110 matchs de la Ligue rassemblent 7 219 356 spectateurs soit 6 504 en moyenne par match, en chute de 2,7 % par rapport à la saison 2007. Malgré la crise économique, l'affluence se maintient à 7 133 386 spectateurs en 2009.

## Équipes de la saison 2023[5]
| Division | Franchise                        | Ville           | État            | Stade (capacité)                     | Affilié à (depuis)               |
| -------- | -------------------------------- | --------------- | --------------- | ------------------------------------ | -------------------------------- |
| East     | Isotopes d'Albuquerque           | Albuquerque     | Nouveau-Mexique | Isotopes Park (13 500)               | Rockies du Colorado (2015)       |
| East     | Chihuahuas d'El Paso             | El Paso         | Texas           | Southwest University Park (9 500)    | Padres de San Diego (2014)       |
| East     | Dodgers d'Oklahoma City          | Oklahoma City   | Oklahoma        | Chickasaw Bricktown Ballpark (9 000) | Dodgers de Los Angeles (2015)    |
| East     | Express de Round Rock            | Round Rock      | Texas           | Dell Diamond (11 631)                | Rangers du Texas (2021)          |
| East     | Space Cowboys de Sugar Land (en) | Sugar Land      | Texas           | Constellation Field (7 500)          | Astros de Houston (2021)         |
| West     | Aviators de Las Vegas            | Summerlin       | Nevada          | Las Vegas Ballpark (10 000)          | Athletics d'Oakland (2019)       |
| West     | Aces de Reno                     | Reno            | Nevada          | Greater Nevada Field (9 013)         | Diamondbacks de l'Arizona (2009) |
| West     | River Cats de Sacramento         | West Sacramento | Californie      | Sutter Health Park (14 014)          | Giants de San Francisco (2015)   |
| West     | Bees de Salt Lake                | Salt Lake City  | Utah            | Smith's Ballpark (14 511)            | Angels de Los Angeles (2001)     |
| West     | Rainiers de Tacoma               | Tacoma          | Washington      | Cheney Stadium (6 500)               | Mariners de Seattle (1995)       |

## Palmarès
| - 1903 Angels de Los Angeles (PCL) - 1904 Tigers de Tacoma - 1905 Angels de Los Angeles (PCL) - 1906 Beavers de Portland - 1907 Angels de Los Angeles (PCL) - 1908 Angels de Los Angeles (PCL) - 1909 Seals de San Francisco - 1910 Beavers de Portland - 1911 Beavers de Portland - 1912 Oaks d'Oakland (PCL) - 1913 Beavers de Portland - 1914 Beavers de Portland - 1915 Seals de San Francisco - 1916 Angels de Los Angeles (PCL) - 1917 Seals de San Francisco - 1918 Angels de Los Angeles (PCL) - 1919 Tigers de Vernon - 1920 Tigers de Vernon - 1921 Angels de Los Angeles (PCL) - 1922 Seals de San Francisco - 1923 Seals de San Francisco - 1924 Indians de Seattle - 1925 Seals de San Francisco - 1926 Angels de Los Angeles (PCL) - 1927 Oaks d'Oakland (PCL) - 1928 Seals de San Francisco - 1929 Stars d'Hollywood - 1930 Stars d'Hollywood - 1931 Seals de San Francisco - 1932 Beavers de Portland - 1933 Angels de Los Angeles (PCL) - 1934 Angels de Los Angeles (PCL) - 1935 Seals de San Francisco - 1936 Beavers de Portland - 1937 Padres de San Diego (PCL) - 1938 Solons de Sacramento - 1939 Solons de Sacramento - 1940 Rainiers de Seattle |  | - 1941 Rainiers de Seattle - 1942 Rainiers de Seattle - 1943 Seals de San Francisco - 1944 Seals de San Francisco - 1945 Seals de San Francisco - 1946 Seals de San Francisco - 1947 Angels de Los Angeles (PCL) - 1948 Oaks d'Oakland (PCL) - 1949 Stars d'Hollywood - 1950 Oaks d'Oakland (PCL) - 1951 Rainiers de Seattle - 1952 Stars d'Hollywood - 1953 Stars d'Hollywood - 1954 Padres de San Diego (PCL) - 1955 Rainiers de Seattle - 1956 Angels de Los Angeles (PCL) - 1957 Seals de San Francisco - 1958 Firebirds de Phoenix - 1959 Bees de Salt Lake - 1960 Indians de Spokane - 1961 Rainiers de Tacoma - 1962 Padres de San Diego (PCL) - 1963 89ers d'Oklahoma City - 1964 Padres de San Diego (PCL) - 1965 89ers d'Oklahoma City - 1966 Angels de Seattle - 1967 Padres de San Diego (PCL) - 1968 Oilers de Tulsa - 1969 Cubs de Tacoma - 1970 Indians de Spokane - 1971 Bees de Salt Lake - 1972 Dukes d'Albuquerque - 1973 Indians de Spokane - 1974 Indians de Spokane - 1975 Islanders d'Hawaï - 1976 Islanders d'Hawaï - 1977 Firebirds de Phoenix - 1978 Dukes d'Albuquerque |  | - 1979 Bees de Salt Lake - 1980 Dukes d'Albuquerque - 1981 Dukes d'Albuquerque - 1982 Dukes d'Albuquerque - 1983 Beavers de Portland - 1984 Trappers d'Edmonton - 1985 River Cats de Sacramento - 1986 51s de Las Vegas - 1987 Dukes d'Albuquerque - 1988 51s de Las Vegas - 1989 River Cats de Sacramento - 1990 Dukes d'Albuquerque - 1991 Tucson Toros - 1992 Sky Sox de Colorado Springs - 1993 Tucson Toros - 1994 Dukes d'Albuquerque - 1995 Sky Sox de Colorado Springs - 1996 Trappers d'Edmonton - 1997 Trappers d'Edmonton - 1998 New Orleans Zephyrs - 1999 River Cats de Sacramento - 2000 Redbirds de Memphis - 2001 Rainiers de Tacoma - 2002 Trappers d'Edmonton - 2003 River Cats de Sacramento - 2004 River Cats de Sacramento - 2005 Sounds de Nashville - 2006 Sidewinders de Tucson - 2007 River Cats de Sacramento - 2008 River Cats de Sacramento - 2009 Redbirds de Memphis - 2010 Rainiers de Tacoma - 2011 Storm Chasers d'Omaha - 2012 Aces de Reno - 2013 Storm Chasers d'Omaha - 2014 Storm Chasers d'Omaha - 2015 Grizzlies de Fresno - 2016 Chihuahuas d'El Paso |  | - 2017 Redbirds de Memphis - 2018 Redbirds de Memphis - 2019 River Cats de Sacramento - 2020 Saison annulée en raison de la pandémie de Covid-19 - 2021 Rainiers de Tacoma - 2022 Aces de Reno - 2023 Dodgers d'Oklahoma City |

## Présidents de la PCL
- 1903-1906 : Eugene F. Bert
- 1907-1909 : J. Cal Ewing
- 1910-1911 : Judge Thomas F. Graham
- 1912-1919 : Allan T. Baum
- 1920-1923 : William H. McCarthy
- 1924-1931 : Harry A. Williams
- 1932-1935 : Hyland H. Baggerly
- 1936-1943 : William C. Tuttle
- 1944-1954 : Clarence H. Rowland
- 1955-1955 : Claire V. Goodwin
- 1956-1959 : Leslie M. O’ Connor
- 1960-1968 : Dewey Soriano
- 1968-1973 : William B. McKechnie, Jr.
- 1974-1978 : Roy Jackson
- 1979-1997 : William S. Cutler
- 1998-2020 : Branch Rickey III